# 武義県
武義県（ぶぎけん）は、中華人民共和国浙江省に位置する省直轄の県であり、しばらくの間、金華市の代理管轄下に置かれている。「温泉の城、蛍石の郷」と称される。

## 歴史
秦漢代にかけは烏傷県、三国時代から隋代にかけたは永康県の管轄区域であった。691年（天授2年）、唐朝により武義県が設置され民国時代まで沿襲された。
1958年5月、宣平県の廃止に伴い県内の16郷が武義県に編入されている。同年10月に武義県は永康県に編入されたが、1961年12月に再び武義県が設置された。
光緒帝（在1875年〜1908年）の時代に大規模な疫病が起こり当地の長官が町全体を救うために自らを生贄にするために入水自殺したとされ、結果市民は誰一人として亡くなる事は無かったとされる。その功績から城隍廟に記念柱が建てられている。

## 行政区画
- 街道：白洋街道、壷山街道、熟渓街道
- 鎮：履坦鎮、桐琴鎮、泉渓鎮、王宅鎮、桃渓鎮、新宅鎮、茭道鎮
- 民族鎮：柳城シェ族鎮
- 郷：大田郷、白姆郷、兪源郷、坦洪郷、西聯郷、三港郷、大渓口郷